# La eterna canción
La eterna canción es un sainete lírico, en dos actos, divididos en cuatro cuadros, con libreto de Luis Fernández de Sevilla, y música del maestro Pablo Sorozábal. Se estrenó con gran éxito en el Teatro Principal Palacio de Barcelona, el 27 de enero de 1945. 

## Comentario
Con esta obra alcanza Sorozábal una de las cotas más altas de su producción musical. Utiliza todo su ingenio y conocimientos musicales, para crear una de sus partituras más interesantes.
En el aspecto literario, el libreto sigue las pautas más clásicas del sainete, cambiando las calles, o los patios de vecindad por las terrazas, e intentando reflejar el ambiente de la bohemia musical de esos años de posguerra. En ella encontramos retazos y pinceladas de las situaciones más clásicas y románticas, con otras más interesantes como las escenas que se desarrollan en la azotea, o el cuadro de la Comisaría, logrando una línea de acción equilibrada e interesante.
Por la parte musical, es donde el maestro Sorozábal logra una de sus mejores partituras, en ella podemos apreciar no solo la gran habilidad técnica o lírica del maestro, sino toda su cultura musical en plena acción. El mismo dice en sus memorias: "Como la acción sucede entre músicos, yo me permití algunas licencias humorísticas musicales que no llegan al público", que se pueden apreciar en algunos momentos de la obra, creando una pieza interesante y llena de originalidad.

## Argumento
La acción de la obra se traslada a Madrid, en la época del estreno (1945)

### Acto primero
En una terraza rodeada de varios edificios, desde la que se contempla los tejados de Madrid, ensaya Don Aníbal, junto con su hija Tina y su sobrina Laura, una nueva composición de éste, suscitando las protestas de algunos vecinos por el ruido que provocan. Tras terminar el ensayo, Don Aníbal reprocha a su hija sus errores al tocar, y a Laura su humor a la hora de cantar. 
Al quedar a solas, Laura comenta a su prima el motivo de su tristeza. Una tarde al regar las plantas vio en una de las terrazas a su antiguo novio Jacinto, el cual la abandonó, trayendo la miseria a su familia. Al poco llega Don Tomás, el casero, trayendo las quejas de los vecinos. Tina se hace cargo de la situación, usando su coquetería y gracia. Don Tomás, se marcha fascinado por los encantos de ella, y convencido de su afecto hacia él. 
En escena entran Montilla, un flautista bastante cegato, enamorado de Tina, y su amigo Manolo, clarinetista muy tímido, enamorado de Laura. Montilla ha escuchado toda la conversación de Laura referente a su pasado y anima a Manolo a intentar acercarse a ella. A pesar del intento, Laura los despide con buenas palabras quedando sola. Jacinto, que ha estado espiándola desde otra terraza sin que se de cuenta, salta a la terraza e intenta convencerla de nuevo. Laura, dolorida y llena de rabia, lo despide enérgicamente. 
Por otra parte, Montilla vuelve a la terraza para hablar con Tina sobre su amor hacia ella, confirmando su noviazgo, e intenta, por otra parte, que Manolo lo intente de nuevo con Laura, siendo el intento un nuevo fracaso. Don Tomás regresa con unos regalos para las chicas cuando se encuentra con esa escena, al momento entra Don Aníbal, produciéndose una situación embarazosa que Tina resuelve haciendo pasar a Manolo y a Montilla como hijos de Don Tomás, todo ayudado por su gracia y coquetería. 
Ante esto Don Aníbal, lleno de satisfacción, decide mostrar su nueva composición. Entre todos logran terminar la canción, bautizándola como: "La eterna canción", que cantan, ante la lluvia de protestas por parte de los vecinos.

### Acto segundo

#### Cuadro primero
En un modesto café están Don Aníbal, con Tina, Laura y otras muchachas, amenizando la velada a los parroquianos, entre los que se encuentran Manolo, Montilla y Don Tomás.
Se presentan en el café, Jacinto acompañado de dos amigos. Se ha enterado de la actuación de Laura y viene con intenciones de recuperarla. Durante la interpretación de "La eterna canción", los ánimos de Jacinto se van alterando, hasta estallar y amenazar a Laura de que no cante y retar al público. El único que toma acción ante ello es Manolo, encarándose con él. Todo acaba en una batalla campal.
Llegan los guardias y se llevan a todos a la comisaría.

#### Cuadro segundo
En la comisaría, el sargento trata de redactar el informe sobre la pelea en el café. Declara primero Tina y luego Manolo. Al llegar a Laura, ella asume su responsabilidad y decide volver con Jacinto, perdonándole todo. 
Pide la palabra Marcelo, un limpiabotas vecino de D. Aníbal, el cual descubre que Jacinto no es una persona de fiar. Lo prueba con el abandono de una muchacha, hija de un amigo suyo, con la que tuvo dos hijos. Jacinto, desesperado, trata de convencerla. Laura, desengañada, lo despide enérgicamente, sumiéndose en el llanto.

#### Cuadro tercero
Volvemos otra vez a la terraza del primer acto. Está amaneciendo poco a poco y se oyen los ruidos cotidianos del despertar de la ciudad. Regresan al ático Montilla y Tina, preocupados por el estado de Laura y Manolo, los cuales, tras estar en la comisaría, han quedado sumidos en una grave depresión. 
Montilla y Tina deciden utilizar todas sus artimañas, logrando al fin, que se declaren su amor. Corren a comentarlo a Don Aníbal y a Don Tomas, los cuales celebran tan triunfante victoria cantando, junto con toda la vecindad, "La eterna canción"

## Números musicales
- Acto Primero[3]
  - Introducción y Canción de Laura - fox lento: "Sufre un amante"
  - Romanza de Laura: "Al regar yo las flores"
  - Dúo de Laura y Jacinto: "Recuerdas aquellos días en que soñabas"
  - Dueto cómico de Montilla y Tina - Pasodoble: "Te Quiero por tu frescura"
  - Cuarteto de Manolo, Laura, Montilla y Tina - Habanera: "De su pena y de la mía"
  - Romanza de Don Aníbal y Final del Acto I: "Yo estoy a situarme en el puesto merecido"

- Acto Segundo
  - Introducción y danzón: "Por fin llegó"
  - Romanza de Don Tomás: "La chiquilla esta colada"
  - Romanza de Manolo: "Brillan sus ojos"
  - Final del Cuadro I - fox lento: "Es la eterna canción"
  - Intermedio - pasodoble (Orquesta)
  - Escena de la comisaría: "Madrid a tantos de tantos"
  - Romanza de Manolo: "Cosas del Cariño son"
  - Fin del cuadro II: "No quiero verte"
  - Amanecer madrileño: "No vaigas a los madriles"
  - Fin de la Obra: "Es la eterna canción"